# Ventimiglia di Sicilia
Ventimiglia di Sicilia (sicilià Calamigna) és un municipi italià, dins de la ciutat metropolitana de Palerm. L'any 2007 tenia 2.193 habitants. Limita amb els municipis de Baucina, Bolognetta, Caccamo, Casteldaccia i Ciminna.

## Administració
| Període | Identitat     | Partit        |
| ------- | ------------- | ------------- |
| 2007-   | Andrea Pagano | Llista cívica |